# Бідолашні створіння
«Бідолашні створіння» (англ. Poor Things) — фільм 2023 року режисера Йоргоса Лантімоса за сценарієм Тоні Макнамари, заснований на однойменному романі Аласдера Ґрея 1992 року. Головні ролі виконали Емма Стоун, Марк Раффало, Віллем Дефо, Рамі Юссеф, Крістофер Ебботт та Джеррод Кармайкл. У центрі сюжету Белла Бакстер, молода жінка у вікторіанському Лондоні, яка повертається до життя завдяки трансплантації мозку та вирушає в одіссею самопізнання. Критика визначає кілька жанрів фільму, включно з елементами чорної комедії та стимпанку.
Прем’єра відбулася на 80-му Венеціанському міжнародному кінофестивалі 1 вересня 2023 року, де стрічка отримала «Золотого лева». Фільм вийшов у прокат у США 8 грудня 2023 року, а в Ірландії та Великобританії 12 січня 2024 року. Прокат в Україні відбувся мовою оригіналу з українськими субтитрами. Прокат по всьому світу зібрав 108 мільйонів доларів.
Національна рада кінокритиків США та Американський інститут кіномистецтва назвали «Бідолашних створінь» одним із десяти найкращих фільмів 2023 року. Робота отримала фестивальні нагороди. З 11 номінацій на 96-й церемонії вручення премії «Оскар» став переможцем у чотирьох (за найкращу жіночу роль, найкращу роботу художника-постановника, найкращий дизайн костюмів та найкращий грим та зачіски), отримав п’ять перемог 77-й церемонії вручення премії Британської кіноакадемії, дві нагороди на 81-й церемонії вручення премії «Золотий глобус» (найкращий фільм та найкраща актриса).

## Сюжет
У вікторіанському Лондоні студент-медик Макс МакКендлесс стає асистентом ексцентричного хірурга Годвіна Бакстера. Він закохується у вихованку хірурга Беллу, молоду жінку, схожу на дитину. Годвін розповідає, що одна вагітна жінка вчинила самогубство, стрибнувши з мосту, і він замінив мозок жінки на мозок плода у її утробі. Цю жінку з розумом, близьким до розуму немовляти, він назвав Беллою Бакстер.
Заохочуваний Годвіном, Макс просить руки Белли. Белла погоджується, але в міру того, як її інтелект швидко розвивається, вона починає цікавитися зовнішнім світом і самою собою. Досліджуючи власне тіло, вона відкриває мастурбацію та сексуальне задоволення. Вона втікає з Дунканом Веддерберном, розпусним адвокатом, якого Годвін найняв, щоб переглянути шлюбний контракт. Вирішивши відпустити її, Годвін починає новий експеримент з молодою жінкою Фелісіті, яка дорослішає набагато повільніше, ніж Белла.
Белла і Дункан вирушають у велику подорож, яка починається в Лісабоні, де вони часто займаються сексом. Коли Дункану стає важко контролювати Беллу, він без квитка переправляє її на круїзне судно. Белла товаришує з двома пасажирами, які знайомлять її з філософією. Дункан намагається зупинити її ріст, але марно. Роздратований, він вдається до пияцтва та азартних ігор. Під час зупинки в Александрії Белла стає свідком страждань бідних, і це її бентежить. Вона віддає виграш Дункана нечесним членам корабельної команди, які брешуть їй, що віддадуть ці гроші нужденним. Не маючи коштів для продовження подорожі, Белла та Дункан висаджуються в Марселі та прямують до Парижа. У пошуках грошей і житла Белла починає працювати в борделі. Дункан зривається на Беллу, і Белла кидає його. У борделі вона потрапляє під опіку мадам Свіні та починає стосунки з іншою повією Туанетт, яка знайомить її з соціалізмом.
Смертельно хворий Годвін просить Макса привести до нього Беллу. Макс знаходить її, і Белла примиряється з Годвіном і знову хоче одружитись з Максом. Весілля переривають Дункан і генерал Алфі Блессінгтон. Останній, називаючи Беллу Вікторією, заявляє, що вони були одружені до її зникнення, і що він прийшов, щоб повернути її. Вона кидає Макса, щоб дізнатися про своє минуле, але виявляє жорстокий і садистський характер Алфі та розуміє, що Вікторія вчинила самогубство, щоб втекти від нього.
Алфі утримує Беллу у своєму особняку. Погрожуючи їй зброєю, він примушує її випити заспокійливе, щоб він міг зробити їй жіноче обрізання. Вона виливає заспокійливе йому в обличчя, в ході боротьби Алфі випадково стріляє собі в ногу, а потім втрачає свідомість. Годвін мирно помирає, а Белла та Макс перебувають поруч з ним. Белла вирішує піти стопами Годвіна, ставши хірургом за допомогою Макса та Туанетти, і пересаджує мозок козла в голову Алфі.

## У ролях
| Актор            | Роль                           |
| ---------------- | ------------------------------ |
| Емма Стоун       | Белла Бакстер                  |
| Віллем Дефо      | доктор Годвін Бакстер          |
| Марк Раффало     | Дункан Веддерберн              |
| Рамі Юссеф       | Макс МакКендлесс               |
| Крістофер Ебботт | сер Обрі де ла Пол Блессінгтон |
| Джеррод Кармайкл | Гаррі Естлі                    |
| Кетрін Гантер    | Свіні                          |
| Марґарет Кволлі  | Фелісіті                       |
| Ганна Шигулла    | Марта фон Курцрок              |
| Деміен Боннар    | Отець                          |
| Кармінью         | жінка, що співає Фаду          |

## Виробництво
У лютому 2021 року було повідомлено, що Йоргос Лантімос і Емма Стоун возз'єднаються в проєкті, а зйомки почнуться восени 2021 року. Віллем Дефо почав переговори про включення до акторського складу наступного місяця. У квітні Рамі Юссеф вів переговори про приєднання. У травні було підтверджено, що Дефо та Юссеф приєднаються, а Марк Раффало та Джеррод Кармайкл поповнили акторський склад у травні У вересні приєднався Крістофер Ебботт. У листопаді долучилися Марґарет Кволлі та Сюзі Бемба, а Кетрін Гантер повідомила, що вона також має роль у фільмі.
Зйомки розпочались у серпні 2021 року в Origo Studios в Будапешті та закінчились у грудні.
Для підготовки до своєї «оскароносної» ролі Емма Стоун переглядала низку класичних кінофільмів з жінкою в епіцентрі подій: «Кухар, злодій, його дружина та її коханець», «І корабель пливе…», «Денна красуня» та «Обличчя».

## Виноски
1. ↑  раніше також «Бідолахи»[1]